# Akiba Eger (rabbi, 1761–1837)
Ifj. Akiba Eger vagy Akiva Eiger (עקיבא איגר), Akiwa ben Moses Guens (Kismarton, 1761. november 8. – Posen, 1837. október 12.) talmudtudós, rabbi.

## Életrajza
Anyai nagyatyja Akiba Eger pozsonyi rabbi (1720–1758) volt, akinek ősei a csehországi Egerből származtak. A Talmudba nagybátyja, az akkor Breslauban működő Eger Wolf vezette be. Már fiatal korában olyan jelentékeny tudós volt, hogy a gazdag Margolioth, lissai kereskedő leányát adta hozzá feleségül. Ezért nem is fogadott el jövedelemmel járó rabbi állást, míg az 1791-i lissai tűz el nem pusztította apósa vagyonát. Ekkor elfogadta a friedlandi hitközség meghívását. Már ekkor nemzetközi hírű tudós volt a hithű zsidók körében. Állását nemsokára fölcserélte a poseni főrabbisággal, leányát pedig Szófer Mózeshez adta nőül. Aktivitása poseni főrabbi korában kezdődik. A konzervatív zsidóság minden vallási kérdésben kikérte véleményét s ő rendkívül rigorózusan döntött.
A reformoknak felesküdt ellensége volt s a szertartásokban semmiféle változtatást nem engedélyezett. Álláspontját így fejezte ki: „Ha valaki csak egy ezredrészét akarná megváltoztatni a mi rabbijaink szavainak, az az egész Tórát romba dönti”. A világi tárgyak tanítását is ellenezte s e célra csupán napi két órát engedélyezett, mikor a porosz kormány a kötelező oktatást a zsidóknak is előírta. Mégis szelídebb és engedékenyebb volt e tekintetben vejénél, Szófer Mózesnél és a többi konzervatív rabbinál. Jósága és szelídsége határtalan volt. Dacára gyenge fizikumának és nagy elfoglaltságának, egész éjjeleket töltött betegek mellett; életének utolsó évében, az 1837. évi kolerajárvány idején pedig olyan önzetlen ápolói tevékenységet fejtett ki, hogy III. Frigyes porosz király is nyomatékosan kifejezést adott elismerésének a tartományfőnökhöz intézett leiratában. Utóda hasonlóan nagy tudású fia, Salomo ben Akiba Eger lett (1785–1852).

## Művei
Művei közül kiadták a következőket: Chilluka de Rabbanan, amely Niszim Gerondinak a Bába Mecia traktátushoz írt kommentárjait jegyzeteli (1822); Responsa (Varsó, 1834 és számos kiadás); Derus we-Chiddus, homiliák és talmudmagyarázatok (1839); rendszeres talmudglosszák a prágai kiadáshoz (1830-1834) és varsóihoz; Toszófósz, glosszák a Misna altonai kiadásához (1844-1845); Chiddusé R. Akiba Eger, szintén glosszák különböző Talmud-traktátusokhoz (Berlin, 1858); ugyanaz a königsbergi 1858. Sulchan Áruch kiadásban a Jóre Deá-hoz; ugyanaz Órach Chájim-hoz (Berlin, 1862); ugyanaz a Chósen Mispot és Evén ha-Ézer-hez (Thorn, 1869). Későbbi reszponzumait összegyűjtötte és kiadta Isaac Caro Bécsben 1889.
Életrajzát reformer-rabbik írták meg, így: Kaempf, Biographie des Hochberühmten Hochseligen Herrn Akiba Eger. Oberrabbiner zu Posen (Lissa, 1838). Azonkívül fiai, az Orach Chájim berlini kiadásának bevezetésében (1862) és a Chut Hamesulos-ban (Paks, 1887). Eger erkölcsi végrendelete Cévoósz ha-Geónim címen Varsóban jelent meg 1875-ben.